# Кикер (позиция в американском футболе)

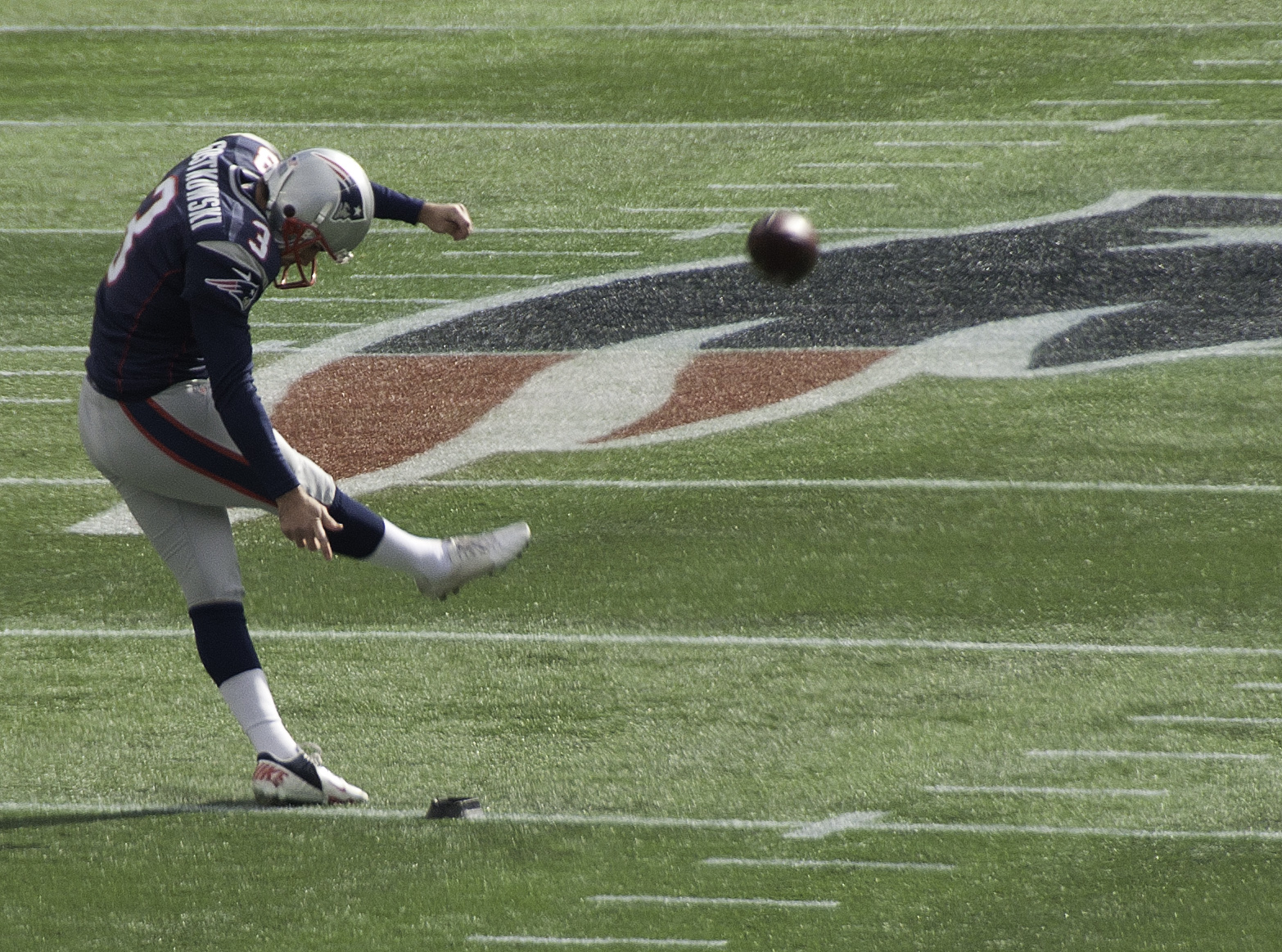
Действующий игрок «Нью-Ингленд Пэтриотс» кикер Стивен Гостковски наносит удар по мячу

Кикер (№ 2) готовится пробить по мячу, удерживаемому холдером (№ 9)

Кикер или плейскикер (англ. Kicker от нем. Kicker — «футболист», от англ. kick — «удар ногой»; англ. Placekicker от place — «место» и kicker) (K) — позиция игрока в американском футболе.

## Функции
Кикер, вместе с холдером и лонг снэппером входит в состав спецкоманды. Основные функции на поле — пробитие одноочковой реализации и филд гола. Обе игровые ситуации требуют от игрока пробить по мячу с специальной подставки на земле, либо из рук холдера.
Часть команд использует игроков данной позиции для выполнения обязанностей пантера.

## Номера, зарплата
Обычно, игроки данной позиции получают самые низкие зарплаты в своих командах.
Играют под номерами от 1 до 20.
Некоторые кикеры стали знаменитостями как Моуз Келш, которого принято считать первым профессиональным кикером в НФЛ, одновременно с этим он являлся самым возрастным игроком в лиге на протяжении его карьеры (даже менеджер его команды был на 4 года младше него), а также Бен Агаджанян, который стал выдающимся кикером и ещё 25 лет играл с большим успехом в НФЛ после того как ему ампутировали четыре пальца с его бьющей ноги.

## Набор очков
Кикеры играют важную роль в наборе очков. За удачное пробитие филд гола дают три очка, за удачное пробитие одноочковой реализации дают одно очко, пробитие реализации происходит после тачдауна.